# Russell Ackoff

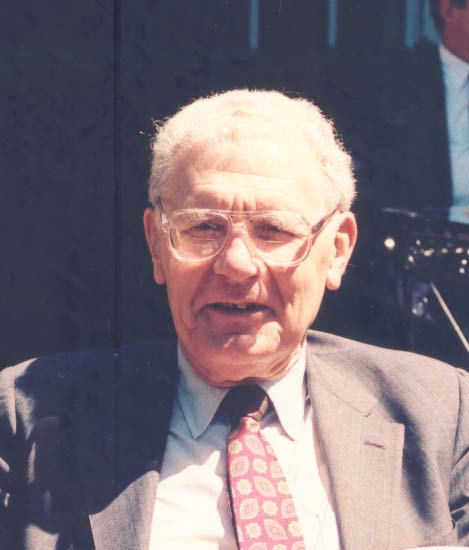
Russell Ackoff (1993)

Russell Lincoln Ackoff (* 12. Februar 1919 in Philadelphia; † 29. Oktober 2009 in Paoli (Pennsylvania)) war ein amerikanischer Organisationstheoretiker.
Russel Ackoff war Pionier in den Gebieten Operations Research und Systemdenken.

## Leben
Russell L. Ackoff war ein amerikanischer Wissenschaftler und Unternehmensberater. Er erhielt seinen Bachelor in Architektur von der University of Pennsylvania im Jahr 1941. Von 1942 bis 1946 leistete er Militärdienst, anschließend promovierte er 1947 an der University of Pennsylvania als erster Doktorand von C. West Churchman.
Von 1947 bis 1951 war Ackoff Assistenzprofessor für Philosophie und Mathematik an der Wayne State University, danach von 1951 bis 1964 Professor für Operations Research am Case Institute of Technology. In den Jahren 1961 und 1962 war er außerdem Gastprofessor an der University of Birmingham. Von 1964 bis 1986 war er Professor für Systems Sciences und Management Science an der Wharton School der University of Pennsylvania. Das erste von mehreren Ehrendoktoraten erhielt er 1967 von der Lancaster University.
Russell Ackoff hatte einen Sohn und zwei Töchter aus erster Ehe; nach dem Tod seiner ersten Ehefrau heiratete er 1987 ein zweites Mal.

## Werk
Russell L. Ackoff entwickelte den soziosystemischen Ansatz in der Organisationstheorie. Außerdem beschäftigte er sich mit der Gestaltung von Unternehmen und mit Managementtheorie. Er postulierte sog. Interaktives Management, dessen primäre Aufgabe ist, die Zukunft des Unternehmens zu planen und zu gestalten. Die Unternehmen sollen in einem iterativen Prozess der Interaktiven Planung kontinuierlich gestaltet werden. Dabei ist die Frage nicht, wie das Unternehmen in der Zukunft aussehen soll, sondern wie es sich jetzt an das idealisierte Bild von sich selbst anpassen kann. 
Die Interaktive Planung erfolgt rückwärts. Zuerst wird ein idealisiertes Bild des Unternehmens entwickelt, so wie es in der Gegenwart aussehen möchte. Im Anschluss wird ein Gestaltungsprozess gestartet, der eine möglichst genaue Annäherung an dieses Bild zum Ziel hat.